# Orthotrichia kaitica
Orthotrichia kaitica är en nattsländeart som beskrevs av Wells 1991. Orthotrichia kaitica ingår i släktet Orthotrichia och familjen smånattsländor. Inga underarter finns listade i Catalogue of Life.